# Arsenal Tula
Der FK Arsenal Tula (russisch Футбольный клуб Арсенал Тула) ist ein russischer Fußballverein aus Tula.

## Vereinsgeschichte
Der Verein wurde im Jahre 1946 als Zenit Tula gegründet. Bis zum Zerfall der Sowjetunion spielte das Team meistens in der dritthöchsten Spielklasse der UdSSR, sowie einige Spielzeiten in der zweitklassigen Perwaja Liga. 
1992 startete das Team aus Tula in der 2. Division, der dritthöchsten Spielklasse im neuen russischen Ligensystem. Von 1998 bis 2001 nahm die Mannschaft am Spielbetrieb der zweithöchsten russischen Liga teil. Auch in der Saison 2004 war der Verein zweitklassig. 2013 mit dem Gewinn der Zonenmeisterschaft in der 2. Division konnte der Wiederaufstieg gefeiert werden. 
Ein Spieltag vor dem Ende der Saison 2013/14 sicherte sich Arsenal die Vizemeisterschaft in der 1. Division und den damit verbundenen Aufstieg in das russische Oberhaus. In der Saison 2014/15 belegte die Mannschaft den letzten Tabellenplatz und stieg somit wieder in die 1. Division ab. Zwei Spieltage vor dem Ende der Saison 2015/16 sicherte sich Arsenal den sofortigen Wiederaufstieg in die Premjer-Liga. Im Oktober 2016 wurde Sergei Kirjakow als neuer Cheftrainer verpflichtet. In der Saison 2016/17 rettete sich der Verein auf den 14. Tabellenplatz (Relegationsplatz). In der Relegation traf Tula auf FK Jenissei Krasnojarsk und sicherte sich nach 1:2 und 1:0 durch die Auswärtstorregel den Klassenerhalt. Gleich danach wurde Sergei Kirjakow als Cheftrainer entlassen.
Durch den sechsten Tabellenrang 2019 nahm der Klub erstmals an der Qualifikationsphase in der UEFA Europa League 2019/20 teil, wo er in der zweiten Qualifikationsrunde gegen Neftçi Baku aus Aserbaidschan ausschied.

## Vereinsnamen
- 1946–1958: 0FK Zenit Tula
- 1959–1961: 0FK Trud Tula
- 1962–1963: 0FK Schachtjor Tula
- 1964–1974: 0FK Metallurg Tula
- 1974–1979: 0FK Maschinostroitel Tula
- 1979–1983: 0FK TOZ Tula
- 1984–2006: 0FK Arsenal Tula
- 2007: 0000FK Oruscheynik Tula
- 2008–2011: 0FK Arsenal-Tula
- 2011–: 000FK Arsenal Tula

## Stadion
Der FK Arsenal Tula trägt seine Heimspiele im 20.048 Zuschauer fassenden Arsenal-Stadion von Tula aus, das bereits im Jahre 1959 eröffnet und 1996 renoviert sowie in eine reine Sitzplatzarena umgewandelt wurde.

## Erfolge
- Zonenmeister der Zweiten Division (entspr. 3. Liga): 2013

## Zweite Mannschaft
Die zweite Mannschaft von Arsenal Tula hat ebenfalls den Profistatus inne und spielt 2024 in der vierthöchsten Spielklasse 2. Liga Division B.

## Bekannte ehemalige Spieler
| Russland - Selimchan Bakajew - Artjom Dsjuba - Sergei Filippenkow - Wladimir Gabulow - Roman Gerus - Dmitri Kusnezow - Sergei Lawrentjew - Jewgeni Sawin - Waleri Schmarow | GUS und ehemalige Sowjetunion - Wiktor Subarew - Darius Gvildys - Maksim Waladsko | Europa - Ognjen Ožegović - Michail Aleksandrow - Iwan Iwanow - Robert Bauer - Felicio Brown Forbes - Luka Đorđević - Alexandru Bourceanu - Florin Costea - Božidar Đurković - Ján Mucha - Víctor Álvarez | Afrika - Bakary Koné - Emmanuel Frimpong - Abdul Kadiri Mohammed - Moussa Doumbia - Stoppila Sunzu | Südamerika - Edi Andradina |

## Trainer
- Jewhen Kutscherewskyj (1997–1999)
- Leonid Burjak (1999)
- Wladimir Fedotow (2001)
- Dmitri Alenitschew (2011–2015)
- Sergei Kirjakow (2016–2017)
- Miodrag Božović (2017–2018)
- Oleg Kononow (2018)